# Ždrijelna tonzila
Ždrijelni krajnik ili ždrijelna tonzila (lat. tonsilla pharynegea) je naziv za nakupinu limfnog tkiva u nosnom dijelu ždrijela, nasofarinksu. Ždrijelni krajnik se još naizva i "treći krajnik" i adenoidi, tj. adenoidne vegetacije (lat. vegetationes adenoidea).
Ždrijelna tonzila nalazi se na stražnjoj stijenci nazofariksa, a građena je od nabora sluznice, te je u njima limfno tkivo i limfni čvorići difuzno rasprostranjeno.  
Ždrijelna tonzila zajedno s nepčanim tonzilama, tubarnim tonzilama i jezičnom tonzilom čine limfnog prstena ždrijela (lat. annulus lymphaticus Waldeyer).
Kirurški zahvat uklanjanja ždrijelnog krajnika naziva se adenoidektomija.